# Nová řeka

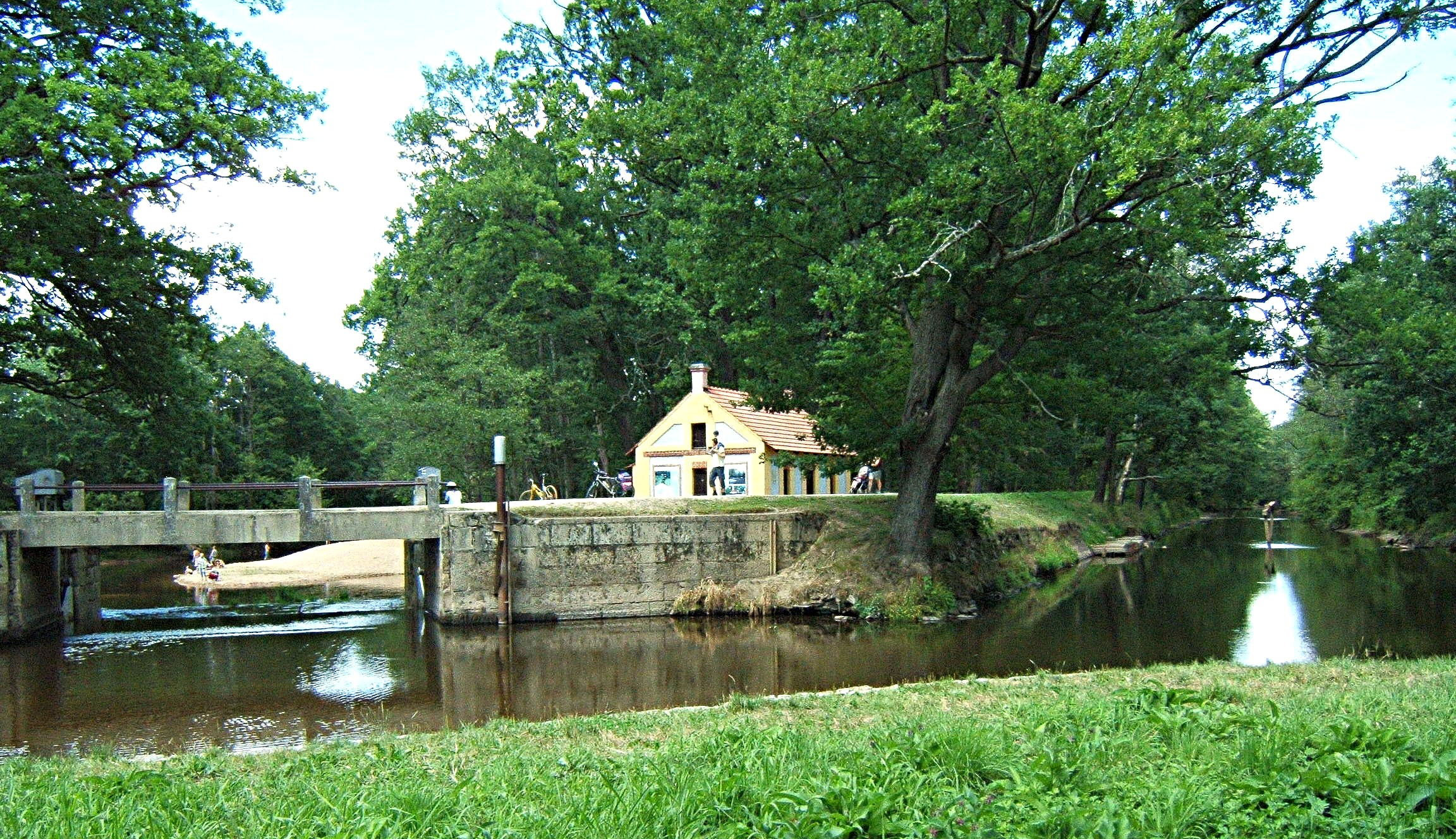
Abzweigung der Nová řeka von der Lainsitz

Die Nová řeka (deutsch „Neuer Fluss“) ist ein Kanal in Tschechien, der in der Třeboňská pánev Wasser aus der Lainsitz in die Nežárka führt.
Der 13,46 Kilometer lange Kanal entstand zwischen 1585 und 1587 unter der Leitung des Rosenberger Wasserbaumeisters Jakob Krčín von Jelčany im Zuge des Baus des Rosenberg-Weihers. Unterhalb des Wasserteilers wird die Lainsitz bis zur Einmündung der Nežárka auch als Stará řeka (Alter Fluss) bezeichnet.
Um den Teich, in dem die Lainsitz gestaut wird, vor Flutwassern zu schützen, wurde nördlich Majdalena ein künstlicher Wasserlauf geschaffen, der oberhalb des Weihers bei der Einschicht U Soukupů von der Lainsitz rechtsseitig abzweigt (48° 59′ 13″ N, 14° 50′ 57″ O) und an Stříbřec und Mláka vorbei in nördliche Richtung durch die Ausläufer der Kardašořečická pahorkatina bis zur Nežárka führt. Er mündet nordwestlich der Siedlung Šimanov im Dreieck zwischen Novosedly nad Nežárkou, Plavsko und Stráž nad Nežárkou in den Fluss ein (49° 5′ 5″ N, 14° 52′ 0″ O). Vom nördlich gelegenen Barockschloss Jemčina führt eine Allee zur Einmündungsstelle. Durch die Nová řeka werden u. a. die rechtsseitig der Lainsitz angelegten Teiche Nový Vdovec, Ženich und Vyšehrad gespeist.

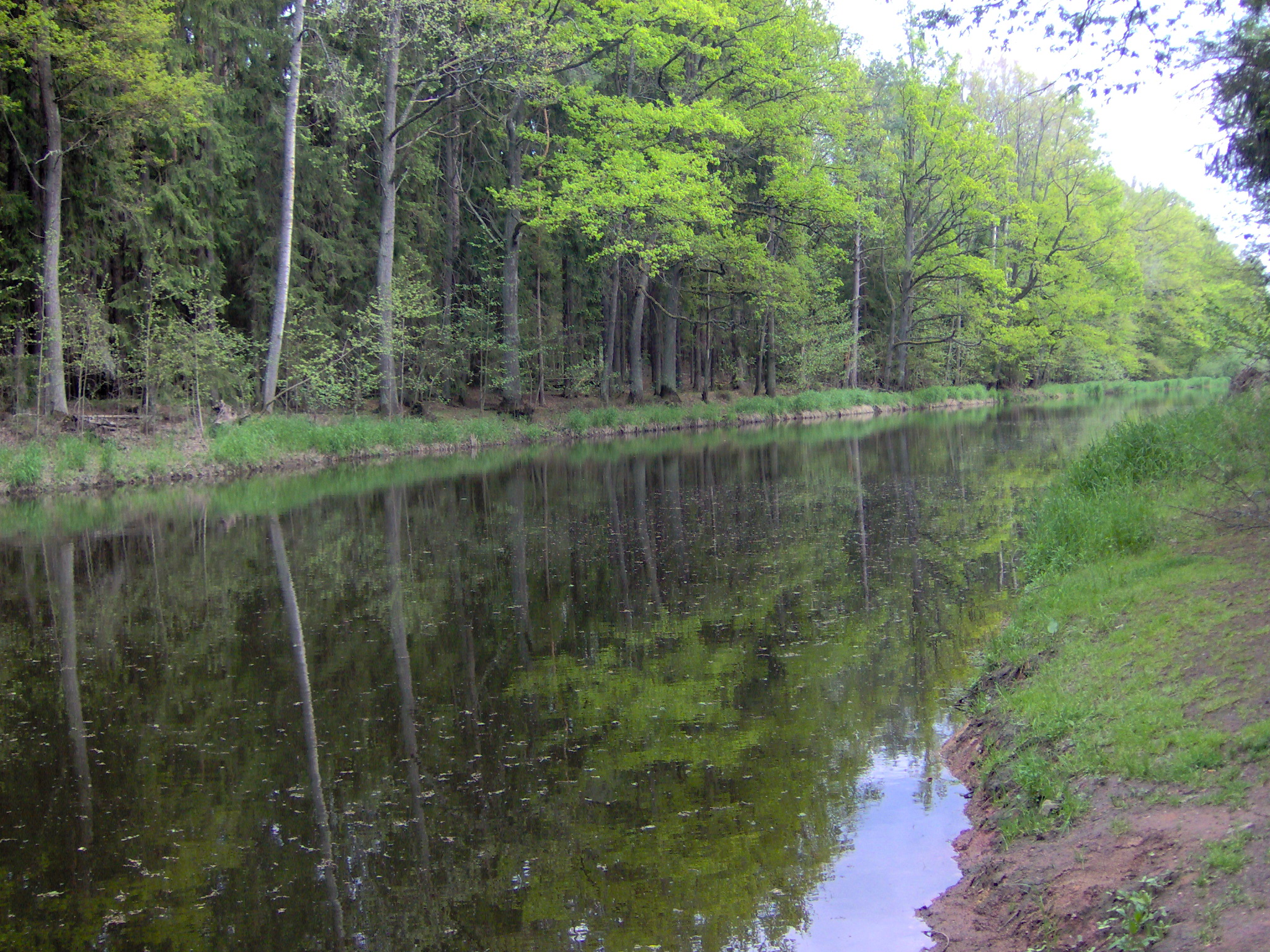
Nová řeka nordwestlich von Stříbřec

Der Bau der Nová řeka führte seit dem 16. Jahrhundert zu Hochwasserschäden in Stříbřec, die mehrfach zu Differenzen zwischen der Herrschaft Chlum u Třeboně als Besitzer des Dorfes und der Herrschaft Třeboň als Besitzer des Rosenberg-Weihers und damit Nutznießers des Kanals führten. In jüngerer Zeit erfolgten in den Jahren 1829, 1890, 2002 und 2006 Überflutungen durch die Nová řeka, die eine Breite von 20 m und ein Gefälle von 0,9 Promille aufweist.
Nordwestlich von Stříbřec wurde am linken Ufer des Kanals ein Denkmal für Ema Destinová errichtet, die im benachbarten Stráž nad Nežárkou das Schloss besaß.